# Kerguelen Facula
La Kerguelen Facula è una struttura geologica della superficie di Titano.